# الکساندر کاراکاشویچ
الکساندر کاراکاشویچ (سیریلیک صربی: Александар Каракашевић؛ زادهٔ ۹ دسامبر ۱۹۷۵) یک بازیکن تنیس روی میز اهل صربستان است. 
وی در مسابقات کشوری و بین‌المللی در مجموع برنده ۶ مدال طلا، ۳ مدال نقره، ۵ مدال برنز شده‌است.